# باب براون (بازیکن فوتبال، زاده ۱۸۶۹)
باب براون (انگلیسی: Bob Brown؛ زادهٔ ۱۸۶۹) بازیکن فوتبال اهل بریتانیا است.
از باشگاه‌هایی که در آن بازی کرده‌است می‌توان به باشگاه فوتبال بریستول راورز، باشگاه فوتبال کویینز پارک رنجرز، باشگاه فوتبال ساوت‌همپتون، و باشگاه فوتبال سوئیندون تاون اشاره کرد.